# 福島大順
福島 大順（ふくしま だいじゅん、天保4年5月29日〈1833年7月16日〉 - 大正3年〈1914年〉2月22日）は、広島県出身の浄土真宗の僧侶、教育者。浄土真宗本願寺派明円寺11世住職。

## 略歴
広島市の『佐東町史』（1980年3月）によれば、天保4年（1833年）5月29日安芸国沼田郡中調子村（現在の広島市安佐南区川内）の浄土真宗本願寺派明円寺第10世住職福島大乗の長男として生まれる。嘉永2年（1849年）5月、大順が16歳の時に旧豊田郡川尻町（現呉市）の光明寺の訶提の門に入り、嘉永4年（1851年）12月までの2年7か月間で仏学の基礎を学んだ。嘉永5年（1852年）2月に本願寺学林（京都、現龍谷大学）に入り、安政元年（1854年）7月まで学んだのちに帰郷した。文久元年（1861年）12月25日には明円寺第11世住職を継ぐ。
学林での学階は、明治8年（1875年）に得業、明治27年（1894年）に助教、明治37年（1904年）に輔教と累進していき、大順没後の大正4年（1915年）には司教を追贈されている。学林から帰山した後は、本願寺や地方庁からの依頼を受けて、芸備地域での仏教講演において活躍する一方で、明治9年（1876年）には広島仏学場（現崇徳高等学校）、次いで翌明治10年（1877年）の進徳教校（現同校）の創立にあたり、霊山諦念、観山綜貫らと共に県下各地を廻り尽力した。
明治20年（1887年）には崇徳教社幹事となり、本山から広島県副総組長に任命され（当時総組長は欠員）、事実上県内真宗寺院僧侶の頂点に立った。翌明治21年（1888年）には進徳教校第2代総監に就任し、明治29年（1896年）までの8年間奉職した。大正3年（1914年）2月22日、81歳で往生を遂げた。なお、大順の孫である福島利美（明円寺第13世住職）は後に崇徳高等学校の第3代校長に就任している。

## 福島氏について
福島氏は毛利氏の家臣である福島大和守道真を祖としている。この福島氏は「広島」の「島」の字の由来となっている広島城普請奉行の福島元長（大和守）と官途が同じであることから関係があるものと思われる。